# Cord Bockhop
Cord Bockhop  (* 6. April 1967 in Nienburg/Weser) ist ein deutscher Kommunalpolitiker (CDU). Er war seit 2011 Landrat des Landkreises Diepholz. Zum 1. Juli 2024 übernahm er das Amt des Präsidenten des Sparkassenverbandes Niedersachsen.

## Leben
Bockhop wuchs in Graue, Gemeinde Asendorf (Landkreis Diepholz), auf. Nach dem Abitur in Nienburg und dem zweijährigen Wehrdienst als Soldat auf Zeit studierte er Rechtswissenschaften an der Universität Osnabrück. Er war von 1996 bis 1998 als Justitiar bei der Niedersächsischen Tierseuchenkasse in Hannover tätig. Von 1998 bis 2001 fungierte er als Allgemeiner Vertreter des Stadtdirektors in Lohne (Oldenburg). Von 2001 bis 2011 war er Bürgermeister von Stuhr. Als Einzelbewerber, aber mit Unterstützung der CDU, der SPD und von Bündnis 90/Die Grünen, wurde er am 11. September 2011 mit 61,2 % der Stimmen zum Landrat des Landkreises Diepholz gewählt und übernahm dieses Amt am 1. November 2011. Am 26. Mai 2019 bestätigten rund 90 Prozent der Wähler Landrat Cord Bockhop in seinem Amt für die Amtszeit bis zum 31. Oktober 2026.
Am 15. Dezember 2023 wurde Bockhop einstimmig von der Verbandsversammlung des Sparkassenverbandes Niedersachsen zum Präsidenten des SVN gewählt. Seit dem 1. Juli 2024 hat er das Amt des Präsidenten angetreten.

## Privates
Bockhop ist verheiratet und hat drei Kinder.